# Porta San Sebastiano

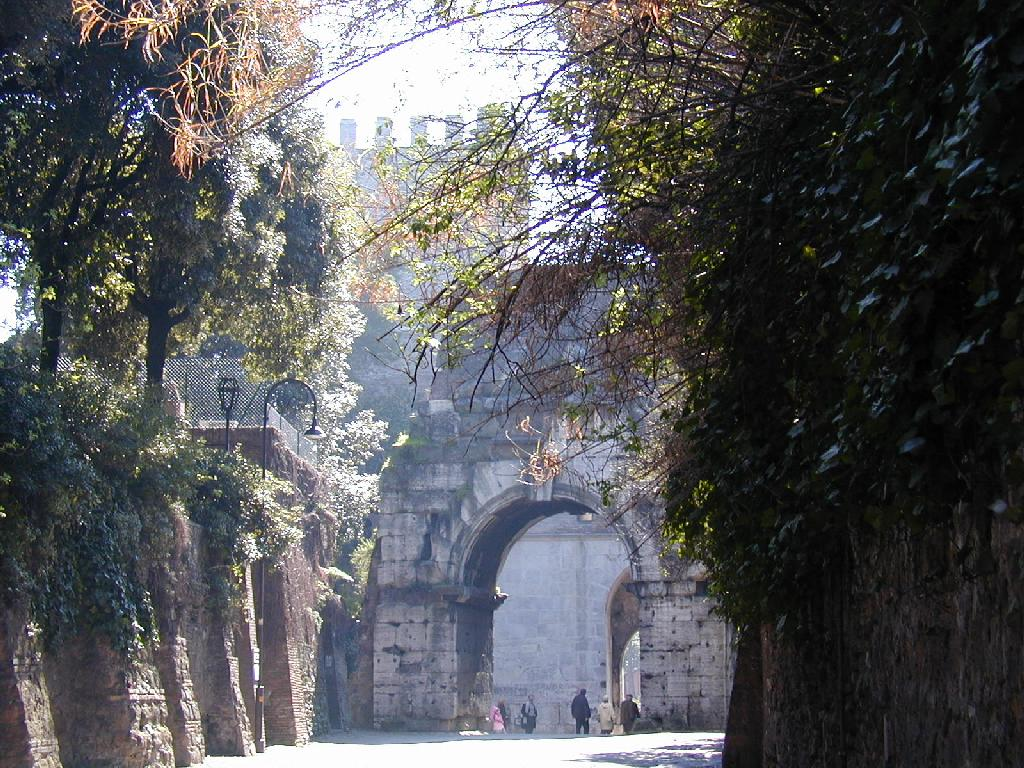
L’Arco di Druso (facciata verso la città), la controporta interna di Porta San Sebastiano

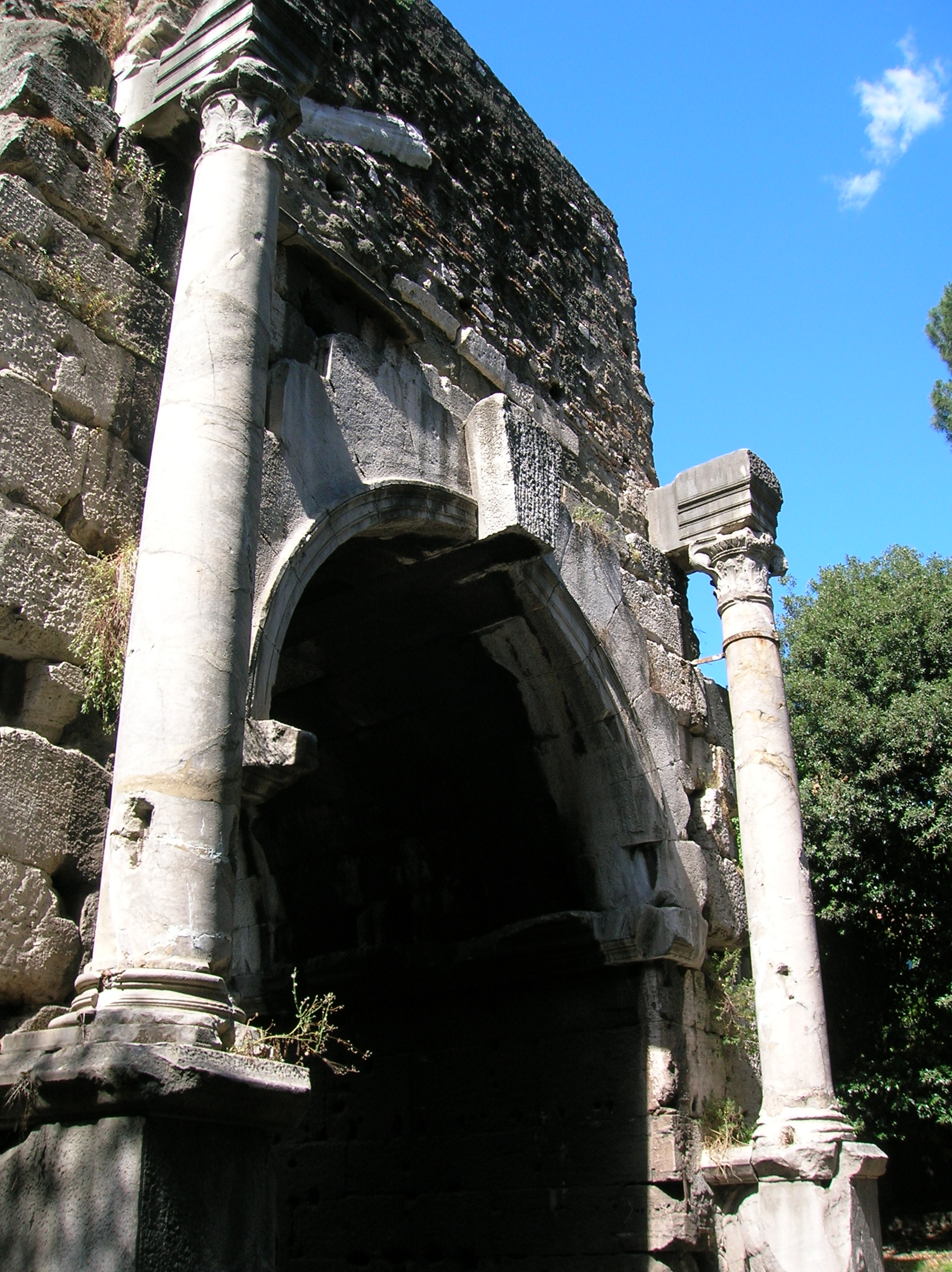
L’arco di Druso (facciata verso Porta San Sebastiano)

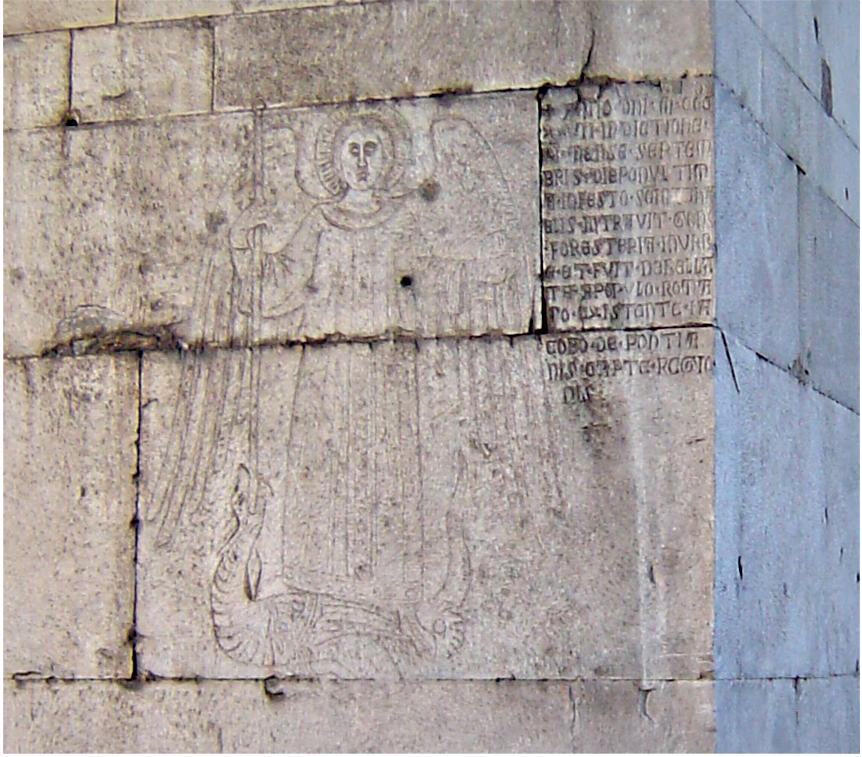
L’Arcangelo Michele e l’iscrizione medievale

Porta San Sebastiano è la più grande e tra le meglio conservate delle porte nella cinta difensiva delle Mura Aureliane di Roma.

## Storia
Il nome originario era Porta Appia perché da lì passava la via Appia, la regina viarum che cominciava poco più indietro, dalla Porta Capena delle mura serviane, e lo conservò a lungo. Nel medioevo sembra fosse chiamata anche “Accia” (o “Dazza” o “Datia”), la cui etimologia, alquanto incerta, sembra però legata al fatto che lì vicino scorresse il fiumicello Almone, chiamato “acqua Accia”. Un documento del 1434 la menziona come “Porta Domine quo vadis”. Solo dopo la metà del XV secolo è finalmente attestato il nome che conserva ancora oggi, dovuto alla vicinanza alla basilica e alle catacombe di San Sebastiano.
La struttura originaria d'epoca aureliana, edificata quindi verso il 275, prevedeva un'apertura con due fornici sormontati da finestre ad arco, compreso tra due torri semicilindriche. La copertura della facciata era in travertino. In seguito ad un successivo restauro le due torri furono ampliate, rialzate e collegate, con due muri paralleli, al preesistente arco di Druso, distante pochi metri verso l'interno, in modo da formare un cortile interno in cui l'arco aveva la funzione di controporta.
In occasione del rifacimento operato nel 401-402 dall'imperatore Onorio la porta fu ridisegnata con un solo fornice, con un attico rialzato nel quale si aprono due file di sei finestre ad arco e venne fornita di un camminamento di ronda scoperto e merlato. La base delle due torri fu inglobata in due basamenti a pianta quadrata, rivestiti di marmo. Un successivo rifacimento le conferì l'aspetto attuale, in cui tutta la struttura, torri comprese, venne rialzata di un piano. La mancanza della solita lapide commemorativa dei lavori fa dubitare qualche studioso che l'intervento possa essere opera di Onorio, che invece ha lasciato epigrafi laudative su ogni altro intervento effettuato sulle mura o sulle porte.
La chiusura era realizzata da due battenti in legno e da una saracinesca che scendeva, entro scanalature tuttora visibili, dalla sovrastante camera di manovra, in cui ancora esistono le mensole in travertino che la sostenevano. Alcune tacche sugli stipiti possono indurre a ritenere che si usassero anche delle travi a rinforzo delle chiusure.
Data l'importanza della via Appia che da qui usciva dalla città, soprattutto in epoca romana tutta l'area era interessata da grossi movimenti di traffico cittadino. Nelle vicinanze della porta sembra esistesse un'area destinata al parcheggio dei mezzi di trasporto privati di coloro (ovviamente personaggi di un certo rango che potevano permetterselo) che da qui entravano in Roma. Si trattava di quello che oggi si definirebbe un “parcheggio di scambio”, visto che il traffico in città non era infatti consentito, in genere, ai mezzi privati. A questa regola sembra non dovessero sfuggire neanche i membri della casa imperiale, i cui mezzi privati venivano parcheggiati in un'area riservata (chiamata mutatorium Caesaris) poco distante, verso l'inizio della via Appia. Di notevole interesse alcune bozze visibili sul rivestimento in travertino della base del monumento; potrebbe trattarsi di indicazioni per la misurazione del lavoro degli scalpellini.
Sul lato interno, scolpita sulla chiave di volta del fornice, vi una croce greca inscritta in una circonferenza, con un'iscrizione, in greco, dedicata a San Conone e San Giorgio, risalente al VI-VII secolo.
Ancora, sullo stipite destro della porta è incisa la figura dell'Arcangelo Michele mentre uccide un drago, a fianco della quale si trova un'iscrizione, in un latino medievale in caratteri gotici, in cui viene ricordata la battaglia combattuta il 29 settembre 1327 (giorno di San Michele, appunto) dalle milizie romane ghibelline dei Colonna guidate da Giacomo Ponziani (o de' Pontani) contro l'esercito guelfo del re di Napoli Roberto d'Angiò, guidato da Giovanni e Gaetano Orsini:
SEPTEMBRIS DIE PENULTIMA IN FESTO S(an)C(t)I MICHAELIS

Ma oltre alle testimonianze di un certo valore storico, l'intero monumento è interessante anche per la ricchezza di graffiti e tracce certamente non ufficiali, ma che documentano la vita quotidiana che intorno alla porta si è svolta nei secoli. Sono probabilmente opera di pellegrini le varie croci incise nei muri ed il monogramma di Cristo (JHS con la croce sopra l'H) visibile sullo stipite sinistro, di fronte all'Arcangelo Michele; sono leggibili molti nomi italiani e stranieri (un certo Giuseppe Albani ha scritto tre volte il suo nome) e varie date, che si possono decifrare fino al 1622; ad uso di viandanti forestieri qualcuno ha anche inciso una sorta di indicazione stradale per la porta o la basilica di San Giovanni in Laterano, visibile appena fuori della porta, sulla sinistra: “DI QUA SI VA A S. GIO…”, interrotto da qualcosa o qualcuno; ed altre indicazioni e scritte di difficile decifrazione, come l'incisione “LXXV (sottolineata tre volte) DE L”, sulla torre di destra. Scrivere sui muri è evidentemente abitudine radicata nei secoli. 
Il 5 aprile 1536, in occasione dell'ingresso in Roma dell'imperatore Carlo V, Antonio da Sangallo trasformò la porta in un vero e proprio arco di trionfo, ornandola di statue, colonne e fregi, e predisponendo, anche con l'abbattimento di edifici preesistenti, una via trionfale fino al Foro Romano. L'avvenimento è ricordato in un'iscrizione sopra l'arco che, con un'adulazione un po' eccessiva, paragona Carlo V a Scipione: “CARLO V ROM. IMP. AUG. III. AFRICANO”. Sempre da qui passò anche, il 4 dicembre 1571, il corteo trionfale in onore di Marcantonio Colonna, il vincitore della battaglia di Lepanto. L'elemento che di tale corteo suscitò maggior curiosità ed interesse fu certamente la sfilata dei centosettanta prigionieri turchi in catene. Per l'occasione Pasquino, la famosa statua parlante di Roma, volle dire la sua, ma stavolta senza parlare: fu vista con una testa di turco sanguinante ed una spada.
Già dal V secolo e almeno fino al XV, è attestato come prassi normale l'istituto della concessione in appalto o della vendita a privati delle porte cittadine e della riscossione del pedaggio per il relativo transito. In un documento del 1467 è riportato un bando che specifica le modalità di vendita all'asta delle porte cittadine per un periodo di un anno. Da un documento del 1474 apprendiamo che il prezzo d'appalto per le porte Latina e Appia insieme era pari a ”fiorini 39, sollidi 31, den. 4 per sextaria” (“rata semestrale”); si trattava di un prezzo non altissimo, e non eccessivo doveva essere quindi anche il traffico cittadino per le due porte, sufficiente comunque per poter assicurare un congruo guadagno al compratore. Guadagno che era regolamentato da precise tabelle che riguardavano la tariffa di ogni tipo di merce, ma che era abbondantemente arrotondato da abusi di vario genere, a giudicare dalla quantità di gride, editti e minacce che venivano emessi.
A fianco della torre occidentale ci sono tracce di una posterula murata, posta ad una certa altezza sul piano stradale, la cui peculiarità è quella di non presentare, sugli stipiti, segni di usura, come se fosse stata chiusa poco dopo averla aperta.
Per ciò che riguarda l'interno le trasformazioni di maggior rilievo sono recenti e risalgono agli anni 1942-1943, quando l'intera struttura venne occupata e utilizzata da Ettore Muti, allora segretario del PNF. Sono infatti di quegli anni i mosaici bicromatici in bianco e nero situati in vari ambienti.
Attualmente le torri ospitano il Museo delle Mura, nel quale sono tra l'altro visibili modelli della costruzione delle mura e delle porte nelle varie fasi.

## Curiosità

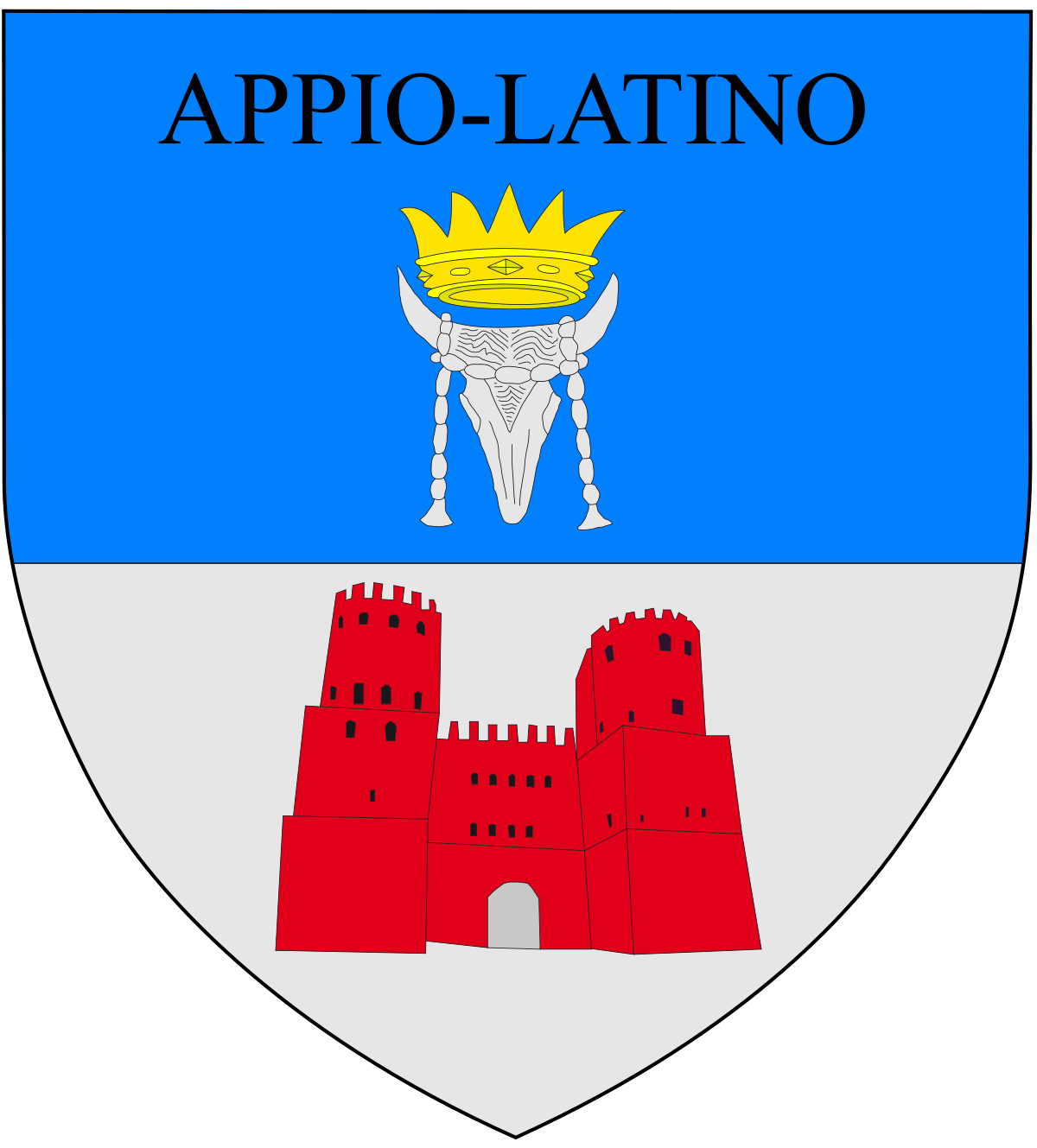
Stemma ufficiale del quartiere Appio Latino

La figura stilizzata della Porta compare nello stemma ufficiale del Quartiere Appio Latino.